# Molophilus howesi
Molophilus howesi är en tvåvingeart som beskrevs av Alexander 1923. Molophilus howesi ingår i släktet Molophilus och familjen småharkrankar. Inga underarter finns listade i Catalogue of Life.